# 中華民國綱要
以下大綱為對中華民國的概述與局部指引：

中華民國在東亞的位置

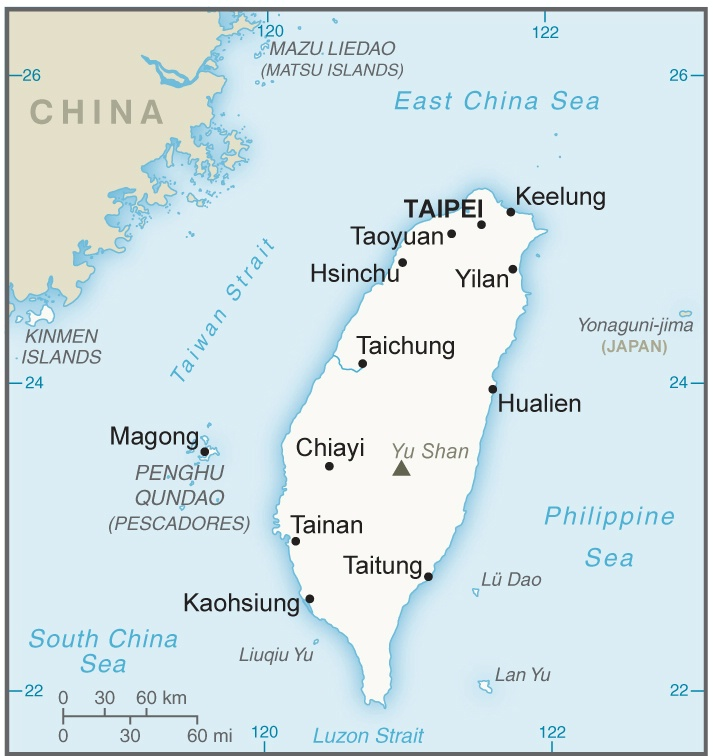
中華民國政治版圖

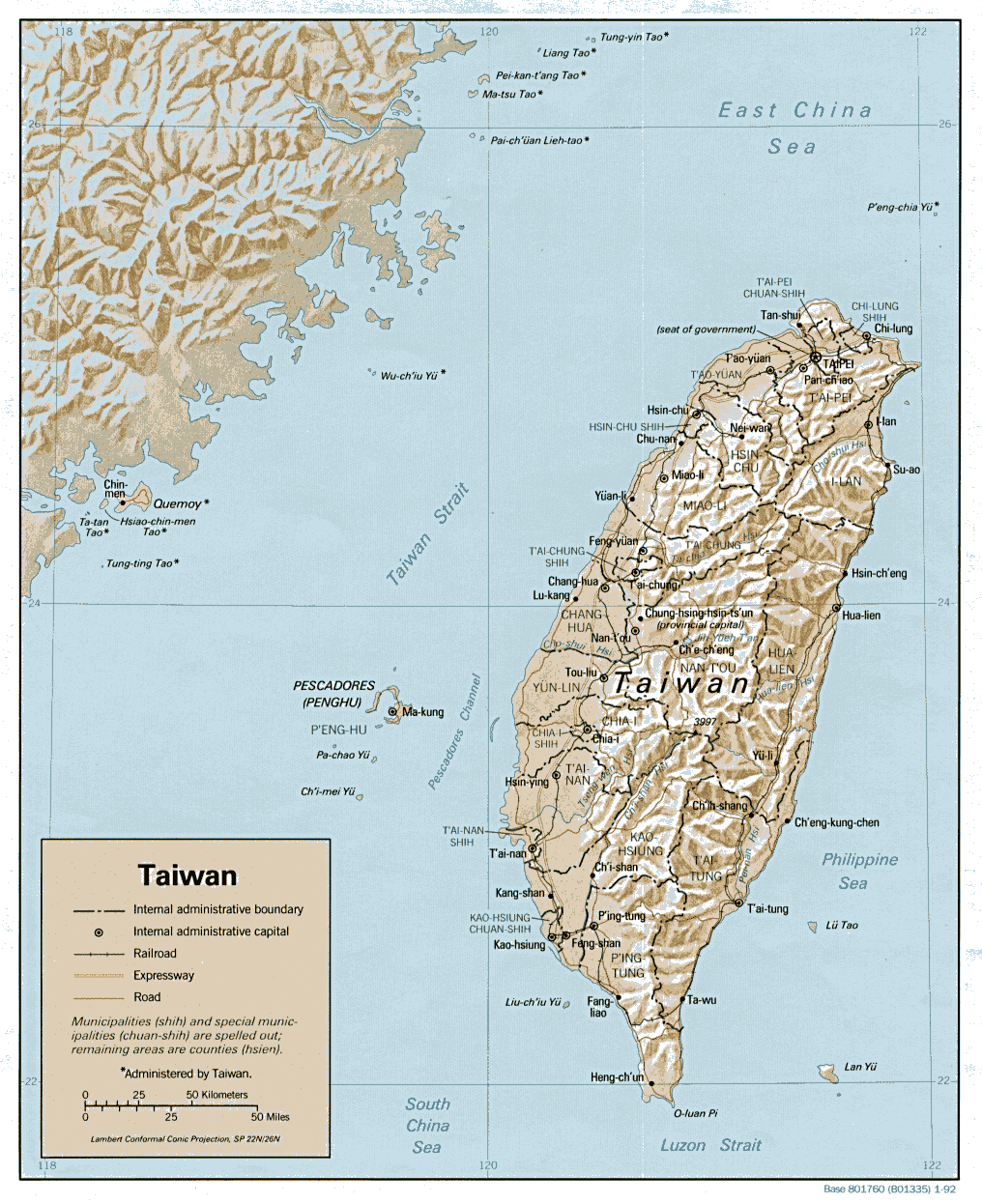
中華民國浮雕地圖

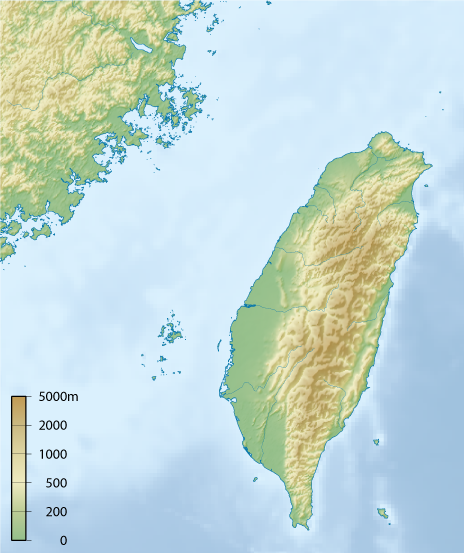
中華民國地形圖

中華民國（通稱臺灣）為位於東亞的國家之一。該國起源於中國大陸，目前則管轄著占了總領土超過99%的臺灣島以及澎湖群島、金門、馬祖等島嶼，臺北市則為中央機關的所在地。自第二次国共内战後，中國共產黨控制了整個中國大陸，並在1949年建立了中華人民共和國。中華民國政府因而遷至臺灣，管轄範圍也僅限於台澎金馬。1971年，中華人民共和國取得中華民國在聯合國的席位。20世紀後半葉，中華民國經歷了快速的經濟成長與工業化，現已成為先進的工業經濟體系之一。20世紀80-90年代時，中華民國發展成多黨制的民主國家。中華民國為亞洲四小龍之一，也為世界貿易組織與亞太經濟合作會議的成員之一，使外其為全球第20大經濟體，其高科技產業在全球經濟中發揮著重要作用。

## 一般參考訊息
- 發音：現代標準漢語：[tʰai˧˥u̯an˥]、tai˨wan˨˥（缺臺灣話發音模板）*需校正
- 拼音：zhōng huá mín guó tái wān（漢語拼音）；ㄓㄨㄥ ㄏㄨㄚˊㄇㄧㄣˊㄍㄨㄛˊㄊㄞˊㄨㄢ（注音符號）；chung1 hua2min2kuo2t`ai2wan1（威妥瑪拼音）
- 通用漢語國名：臺灣/台灣（舊稱福爾摩沙）
- 正式漢語國名：中華民國臺灣/台灣
- 常見母語國名（英语：List of countries and capitals in native languages）為中文：
- 正式母語國名（英语：List of official endonyms of present-day nations and states）：
- 形容詞：臺灣人
- 區域居民稱謂詞：臺灣人
- 語源學：中華民國的名稱
- 臺灣國際指數列表
- ISO國家代碼：TW、TWN、158
- ISO區域代碼：詳情見ISO 3166-2:TW
- 互联网國家和地區頂級域名：.tw

## 中華民國地理
- 台灣可以指：
  - 自1970年代以來為避免與中華人民共和國（通稱中國）混淆而對中華民國的通稱
  - 台灣島（福爾摩沙）的名稱
- 地點
  - 北半球與東半球
  - 歐亞大陸（但不在主大陸上）
    - 亞洲
      - 東亞

  - 太平洋
    - 東海
    - 菲律賓海
      - 巴士海峽

    - 南海
      - 台灣海峽

  - 時區：臺灣時間（UTC+08:00）
  - 最高點：玉山3,952米（12,966英尺）
  - 最低點：太平洋 0米
  - 陸地邊界：無
  - 海岸線：1,566 公里
- 臺灣人口：23,399,654人（2023年8月）[3][4]：世界第57大人口
- 臺灣面積：36,193 km2（13,974 sq mi）第134大國家
- 臺灣地圖集 （页面存档备份，存于）

### 臺灣環境

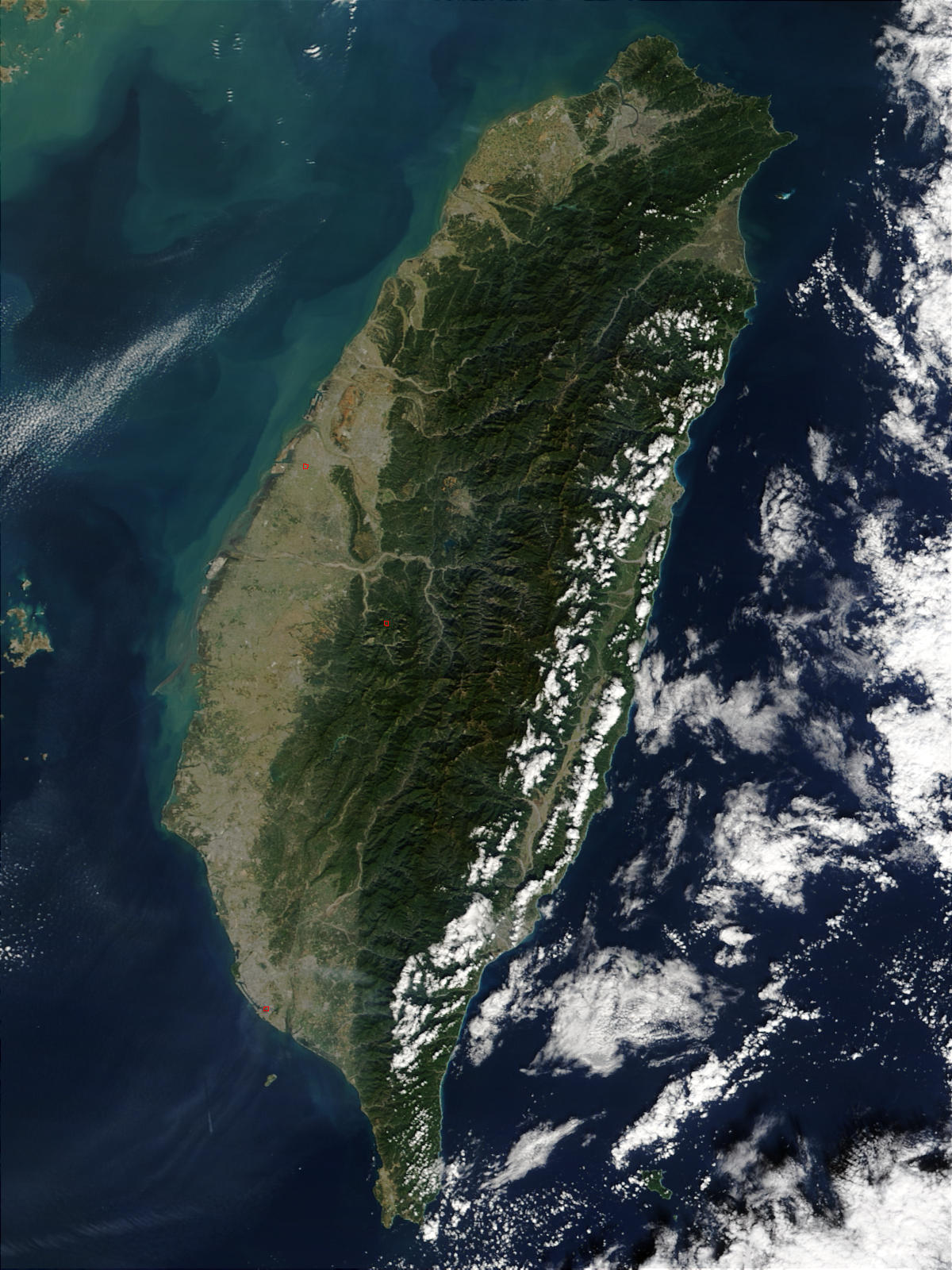
由美國宇航局泰拉以中解析度成像分光輻射計拍攝的台灣衛星雲圖

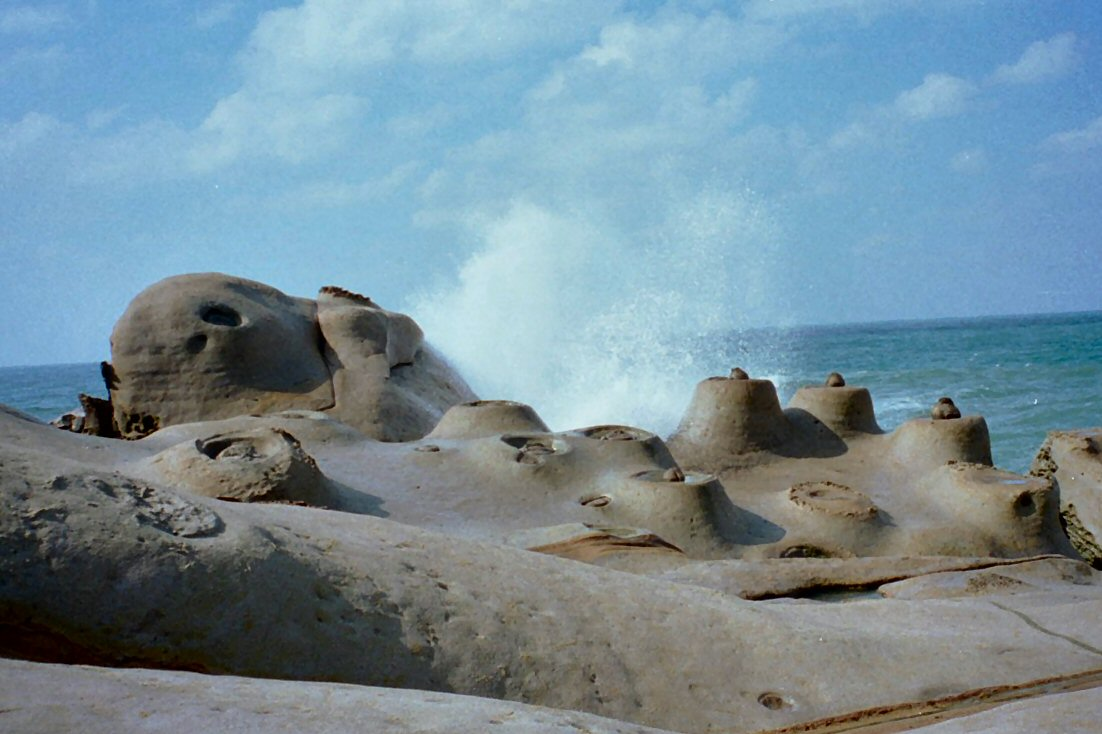
野柳為北台灣的一座半島，因海岸線常受到侵蝕而形成奇怪狀的岩石而得名

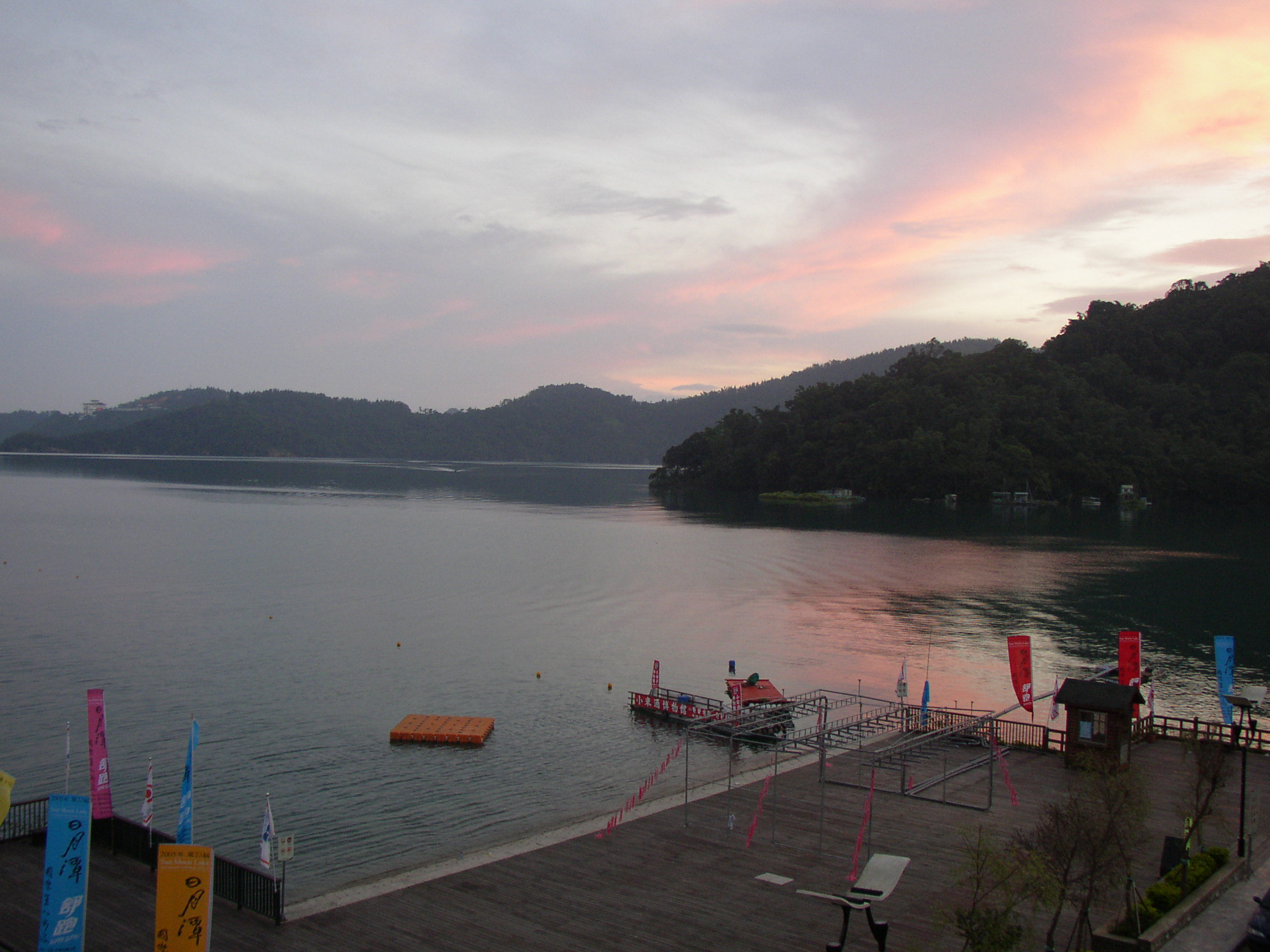
日月潭

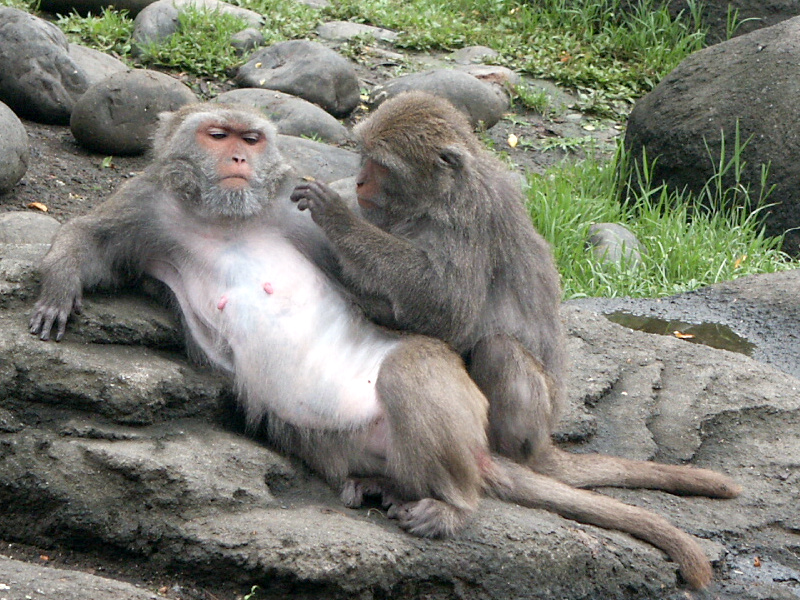
台灣特有種之一的台灣獼猴

- 臺灣氣候
- 臺灣地質
- 臺灣國家公園
- 臺灣野生動物
  - 臺灣特有種列表
  - 臺灣動物群
    - 臺灣鳥類列表
    - 台灣哺乳動物列表
      - 臺灣獼猴
- 臺灣植物誌

#### 臺灣地理特徵
- 臺灣溫泉：臺灣為全世界溫泉最密集的地方之一
- 臺灣島嶼（自由地區）
  - 臺灣島
- 臺灣山峰列表
- 臺灣火山列表
- 臺灣河流列表
- 臺灣海峽
- 臺灣世界遺產：無

### 臺灣地理區劃
- 阿里山國家風景區
- 臺灣都會區

#### 臺灣生態區域
- 南臺灣季風雨林（英语：South Taiwan monsoon rain forests）
- 臺灣亞熱帶常綠森林（英语：Taiwan subtropical evergreen forests）

#### 臺灣行政區劃
- 行政區劃類型
  - 直轄市（6）與市（3）
    - 區（170）

  - 縣（13）
    - 縣轄市（14）與鄉（184）

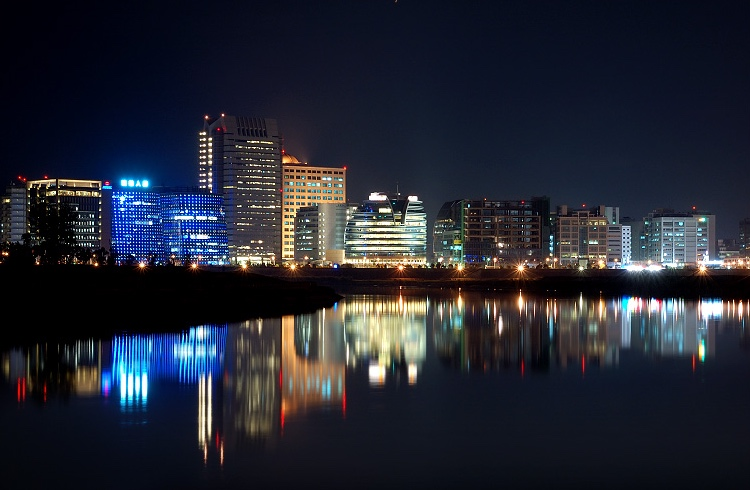
台北內湖科技園區

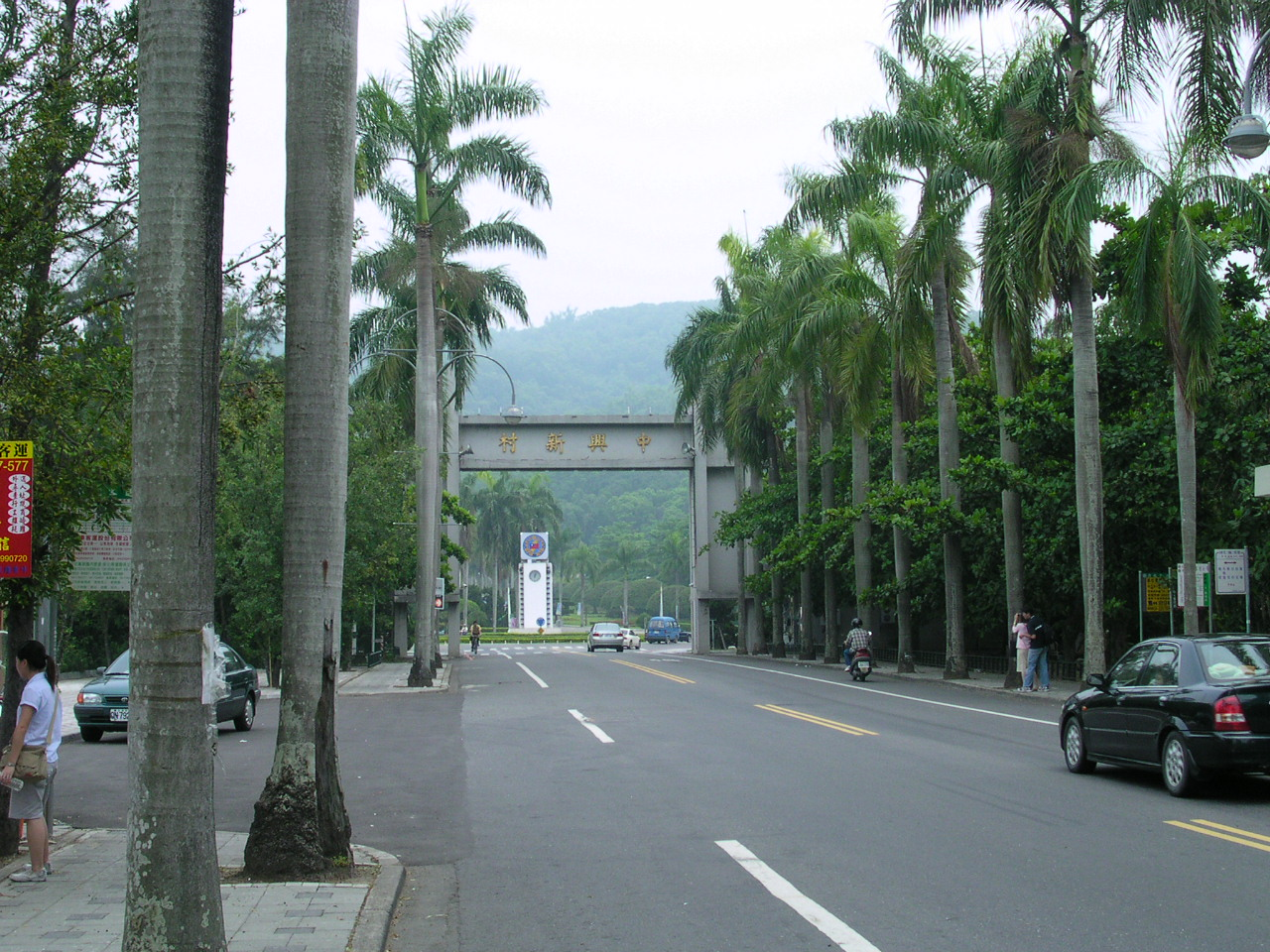
中興新村的牌坊。中興新村為現已解散的台灣省省會所在

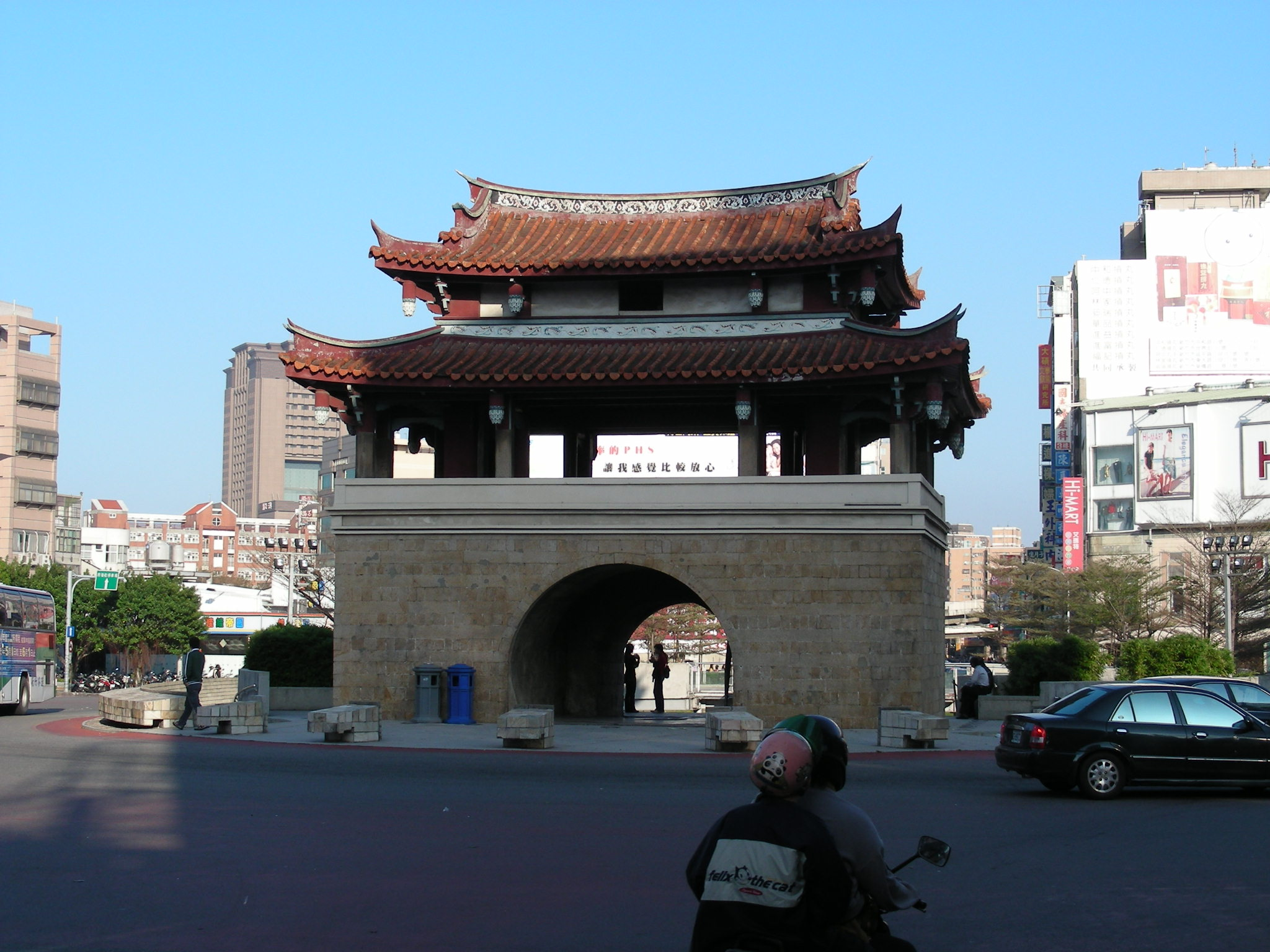
新竹市東門

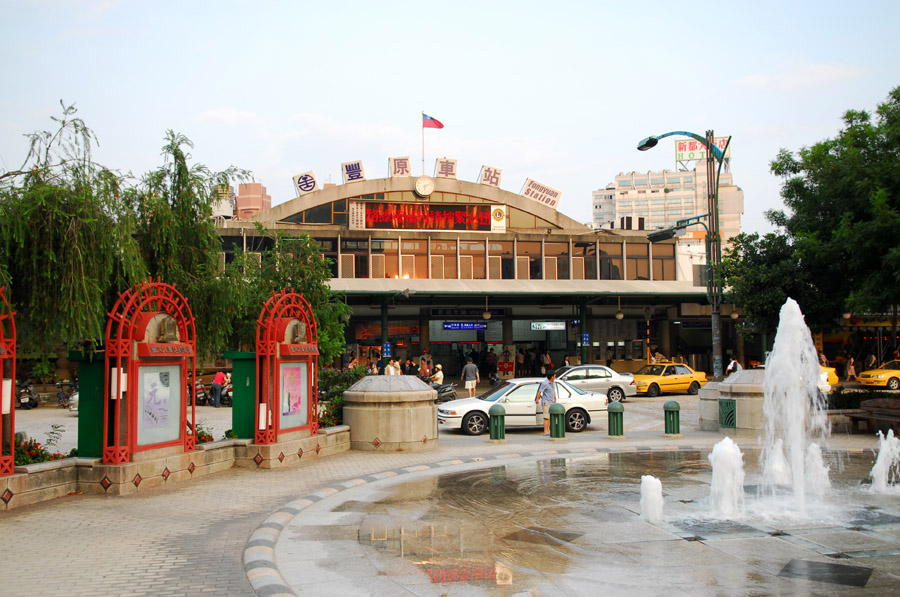
豐原站為台灣鐵路西部幹線台中段的眾多火車站之一，為台中市豐原區的主要車站

- 六大直轄市：臺北市、新北市、桃園市、臺中市、臺南市、高雄市
- 三市：基隆市、新竹市、嘉義市
- 十三縣：新竹縣、苗栗縣、彰化縣、雲林縣、南投縣、嘉義縣、屏東縣、宜蘭縣、花蓮縣、臺東縣、澎湖縣、金門縣、連江縣
- 臺灣市制

## 中華民國政府與政治
- 政府類型：半總統制代議民主共和國
- 臺灣首都：臺北市

### 臺灣選舉
- 中華民國正副總統選舉
  - 1996年、2000年、2004年、2008年、2012年、2016年、2020年、2024年
- 立法院立法委員選舉
  - 立法委員選舉：1969年、1972年、1975年、1980年、1983年、1986年、1989年、1992年、1995年、1998年、2001年、2004年、2008年、2012年、2016年、2020年、2024年
  - 國民大會選舉：1969年、1972年、1980年、1986年、1991年、1996年、2005年（廢止）
- 中華民國全國性公民投票

### 臺灣政策與意識形態
- 台灣民族主義與去中國化
  - 台灣民族主義
  - 黨外運動
  - 台灣獨立運動
  - 台灣再解放聯盟
- 中國化
  - 中國民族主義
  - 三民主義
  - 中國統一
- 鐵飯碗
- 鐵票
- 領土收復主義
- 228百萬人手牽手護台灣

### 臺灣政黨

#### 國家代表黨派
- 民主進步黨
- 中國國民黨
- 時代力量
- 親民黨
- 無黨團結聯盟
- 台灣民眾黨

#### 其他黨派
- 公民黨
- 台灣綠黨
- 民國黨
- 自然法黨（英语：Natural Law Party）
- 新黨
- 農民黨
- 建國黨
- 台灣團結聯盟
- 樹黨

### 政府部門
中華民國政府共有五個部分，並稱之為「院」。

#### 正副總統
- 總統：賴清德
- 副總統：蕭美琴

#### 行政院
- 行政院院長：卓榮泰
- 行政機關
  - 中華民國內政部
  - 中華民國外交部
  - 中華民國國防部
  - 中華民國財政部
  - 中華民國教育部
  - 中華民國法務部
  - 中華民國經濟部
  - 中華民國交通部
  - 中華民國衛生福利部
  - 中華民國文化部
  - 中華民國勞動部
  - 中華民國國家科學及技術委員會

#### 立法院
- 立法院為一院制議會

#### 司法院
- 中華民國最高法院

### 臺灣對外關係
- 海峽兩岸關係
  - 中國統一
  - 中華台北
  - 一邊一國
- 中華民國駐外機構列表
- 四不一沒有
- 四階段論
- 臺灣地區
- ISO 3166-2:TW
- 亞太經濟合作會議中華臺北領袖代表列表
- 臺灣問題
- 中國-大洋洲關係（英语：Sino-Pacific relations）
- 台灣獨立運動
- 中華民國護照
- 臺灣與美國關係史
  - 美國在台協會
  - 六項保證
  - 臺灣關係法
- 中華民國簽證政策

#### 國際組織成員列表
中華民國臺灣為以下國際組織的成員：
- 亞洲開發銀行（以中華台北身分）
- 亚太经济合作组织（以中華台北身分）
- 中美洲经济一体化银行
- 國際商會（以中華台北身分）
- 國際奧林匹克委員會（以中華台北身分）
- 國際工會聯合會（以中華台北身分）
- 世界勞工聯合會
- 世界工會聯合會
- 世界貿易組織（以臺澎金馬個別關稅領域、中華台北身分）

中華民國臺灣倍以下國際組織排除在外：
- 聯合國
  - 中華民國曾為聯合國創始國之一，但隨著1971年，聯合國提出支持中華人民共和國進入聯合國的第2758號決議後退出。
  - 2007年7月23日，中華民國重返聯合國的請求被拒。[5]

### 法律與治安
- 中華民國死刑制度
- 中華民國憲法
- 臺灣體罰（英语：Corporal punishment in Taiwan）
- 臺灣人權
  - 台灣LGBT權益
  - 台灣雙性人權益
  - 台灣宗教自由（英语：Freedom of religion in Taiwan）
- 中華民國國民身分證
- 中華民國執法（英语：Law enforcement in Taiwan）
  - 海洋委員會海巡署
  - 內政部警政署

### 臺灣政治/法律地位
- 中國統一
- 臺灣問題
- 台灣獨立運動

### 臺灣身分相關法律文件
- 馬關條約
- 開羅會議
- 波茨坦公告
- 舊金山和約
- 中日和約
- 一般命令第一號
- 降伏文書
- 聯合國憲章
- 雅爾達會議
- 上海公報

### 臺灣軍事

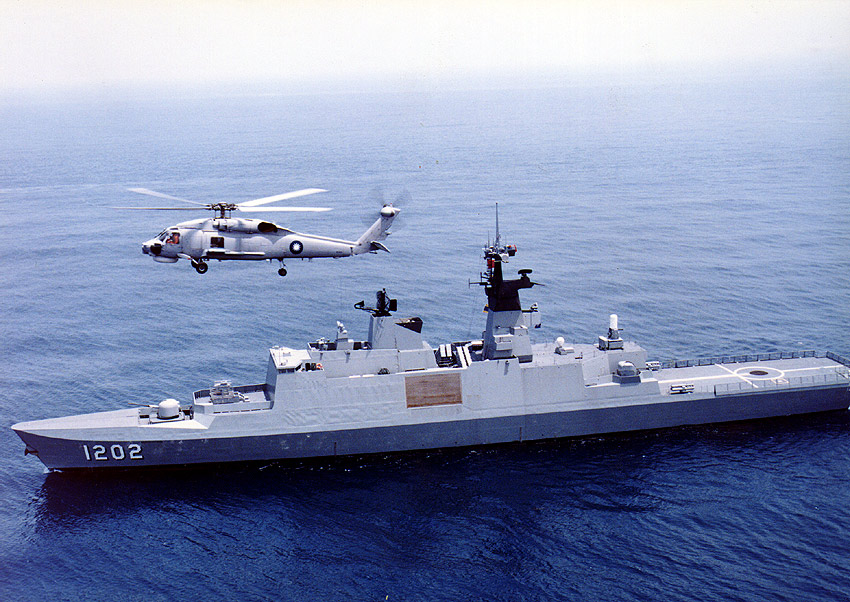
配備S-70C型直升机的中華民國海軍戰艦康定級巡防艦

- 指揮者
  - 總司令：賴清德
    - 中華民國國防部
- 臺灣兵役制度
- 軍隊
  - 中華民國陸軍
  - 中華民國海軍
    - 中華民國海軍陸戰隊

  - 中華民國空軍
  - 中華民國憲兵
- 中華民國國軍軍階

### 政治家
- 呂秀蓮
- 蔣孝嚴
- 張忠謀
- 陳水扁
- 蔣經國
- 蔣中正
- 璩美鳳
- 謝長廷
- 許慧欣
- 桂太郎
- 李登輝
- 李遠哲
- 李敖
- 連戰
- 馬英九
- 白先勇
- 彭明敏
- 宋楚瑜
- 陳文茜
- 宋美齡
- 蘇貞昌
- 王金平
- 王永慶
- 嚴家淦
- 游錫堃

## 中華民國歷史
- 台灣考古遺址列表
- 二二八事件
- 三十二條處理大綱
- 美麗島事件
- 鄭成功
- 台灣歷史年表
  - 中華民國外交關係年表

### 依時代劃分

#### 1949年以前的大陸時期
- 民國經濟史
- 1912年以前的中國軍事史（英语：Military history of China before 1912）
- 中國大陸地震列表

#### 臺灣
- 臺灣史前時期
- 大坌坑文化
- 大肚王國
- 臺灣荷蘭統治時期
- 臺灣西班牙統治時期
- 臺灣明鄭時期
- 臺灣清治時期
- 臺灣民主國
- 台灣日治時期
- 台灣共產黨
- 臺灣戰後時期
- 三一九槍擊事件

### 依地區劃分
- 高雄市歷史
- 臺北市歷史

### 依主題劃分
- 台灣文化史
- 台灣經濟史
- 臺灣教育史
- 台灣軍事史
  - 金門戰役（英语：List of battles in Kinmen）
  - 九三炮戰
  - 八二三砲戰
  - 台灣海峽飛彈危機
  - 民航空運公司
- 台灣政治史

#### 歷史名人
- 台灣統治者列表
- 湯瑪斯·巴克禮
- 馬偕
- 馬雅各

## 中華民國文化

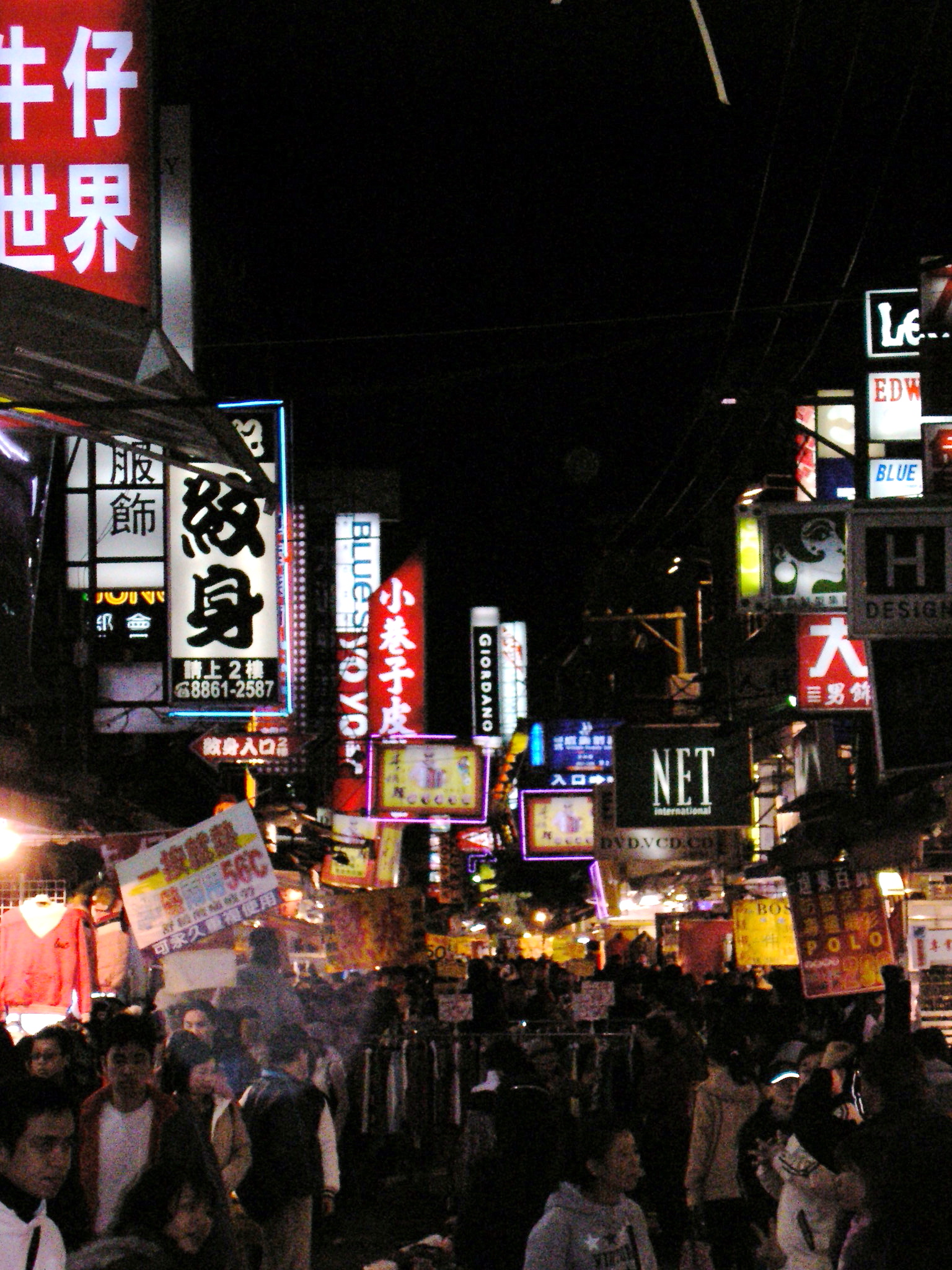
台北市士林區的士林夜市

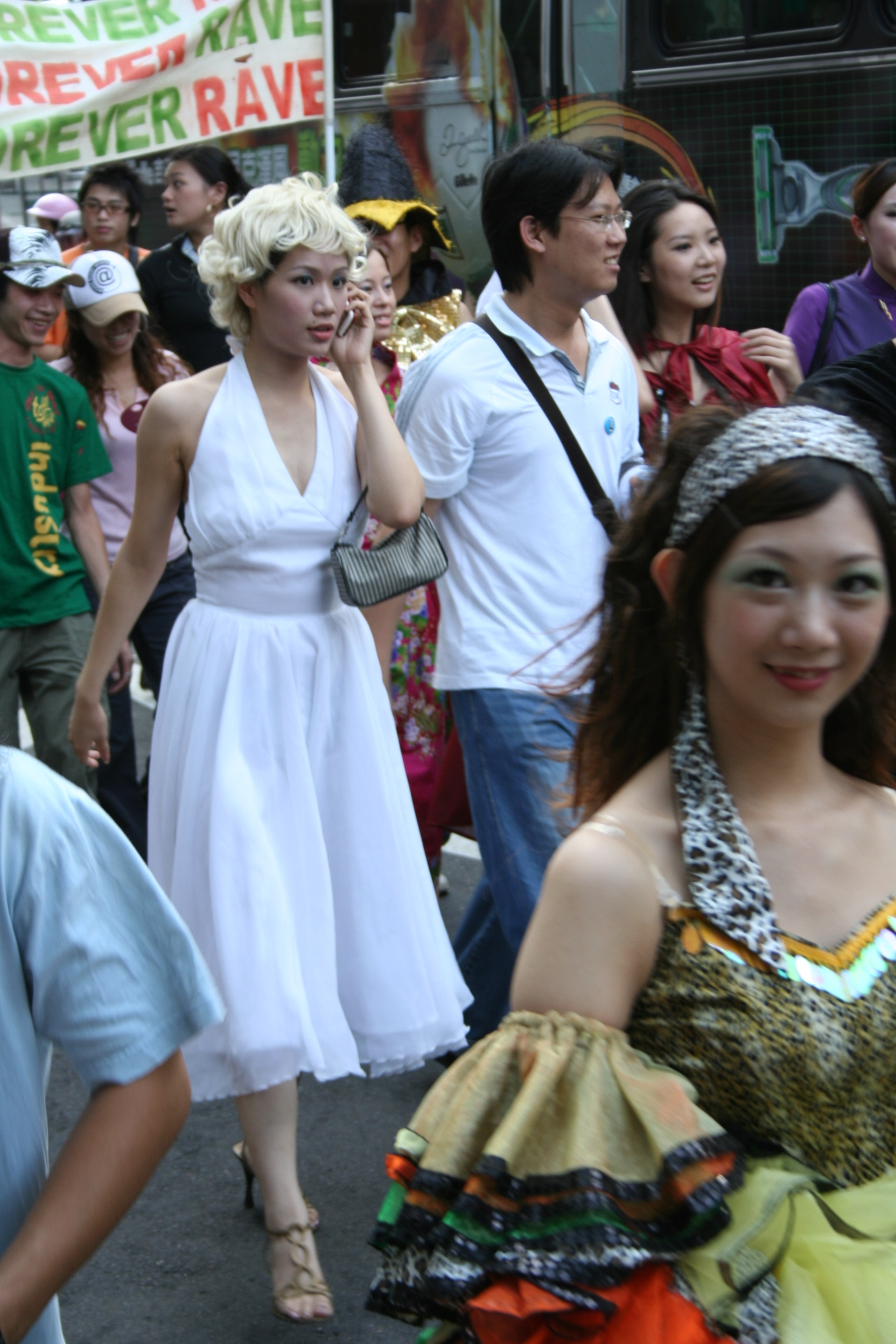
2005年位於台北市忠孝東路的驕傲遊行

- 臺灣建築
  - 台北101
  - 國父紀念館
  - 中山樓
- 中華民國節日與歲時
- 臺灣語言列表
  - 中華民國國語
  - 臺灣話
  - 臺灣客家語
  - 台灣南島語
- 中華民國媒體
- 臺灣博物館列表
- 中華民國國家象徵
  - 青天白日
  - 中華民國國旗
  - 中華民國國歌
- 台灣夜市
- 臺灣人
  - 臺灣漢人
  - 台灣原住民族列表（英语：List of Indigenous peoples of Taiwan）
    - 臺灣原住民族

  - 臺灣裔美國人
  - 台灣名人列表（英语：List of Taiwanese people）
    - 蘇有朋
    - 周杰倫
    - 蔡依林
    - 羅志祥
    - S.H.E
    - 南方朔
    - 張惠妹
    - 鄧麗君
    - 金城武

  - 大陸人（英语：Mainland Chinese）
- 台灣性交易產業
- 國家級風景特定區
  - 九份
  - 慈湖陵寢
  - 國軍示範公墓
  - 陽明山國家公園
- 中國菜
  - 臺灣料理
    - 珍珠奶茶
    - 太陽餅
    - 台灣啤酒
- 台灣認同
- 臺灣茶文化

### 臺灣藝術
- 臺灣藝術
- 台灣電影
  - 孽子
  - 海角七號
  - 賽德克·巴萊
- 臺灣舞蹈
  - 雲門舞集
- 台灣文學
  - 台灣鄉土文學論戰
  - 美麗島雜誌
- 台灣音樂
  - 蔣公紀念歌
  - 歌仔戲
- 台灣攝影
- 臺灣電視
  - 臺灣電視劇

### 臺灣大眾媒體
- 中華民國媒體列表
- 台北國際社區廣播電台
- 英文中國郵報
- 台北時報
- 英文台灣日報
- 公共電視台
- TVBS

### 臺灣博物館
- 國立故宮博物院
- 臺北市立美術館
- 國立歷史博物館
- 世界宗教博物館
- 佛光山佛陀紀念館
- 新北市立鶯歌陶瓷博物館
- 淡江大學海事博物館
- 牛軋糖博物館（英语：Taiwan Nougat Creativity Museum）
- 順益台灣原住民博物館
- 坪林茶業博物館
- 國立臺灣博物館
- 國軍歷史文物館
- 袖珍博物館

### 臺灣宗教
- 臺灣宗教
  - 台灣佛教
    - 台灣佛教四大名山
      - 中台山
      - 法鼓山
      - 佛光山
      - 慈濟山

  - 台灣基督教
    - 台灣天主教
    - 台灣基督長老教會

  - 台灣伊斯蘭教
  - 在臺猶太人
  - 台灣民間信仰
    - 白沙屯媽祖進香
    - 大甲媽祖遶境進香
    - 青山王祭（英语：Qing Shan King Sacrificial Ceremony）

### 臺灣體育
- 中華職業棒球大聯盟：棒球為中華民國台灣最受歡迎的運動之一
- P. LEAGUE+
- 超級籃球聯賽
- 女子超級籃球聯賽

## 中華民國經濟與基礎設施

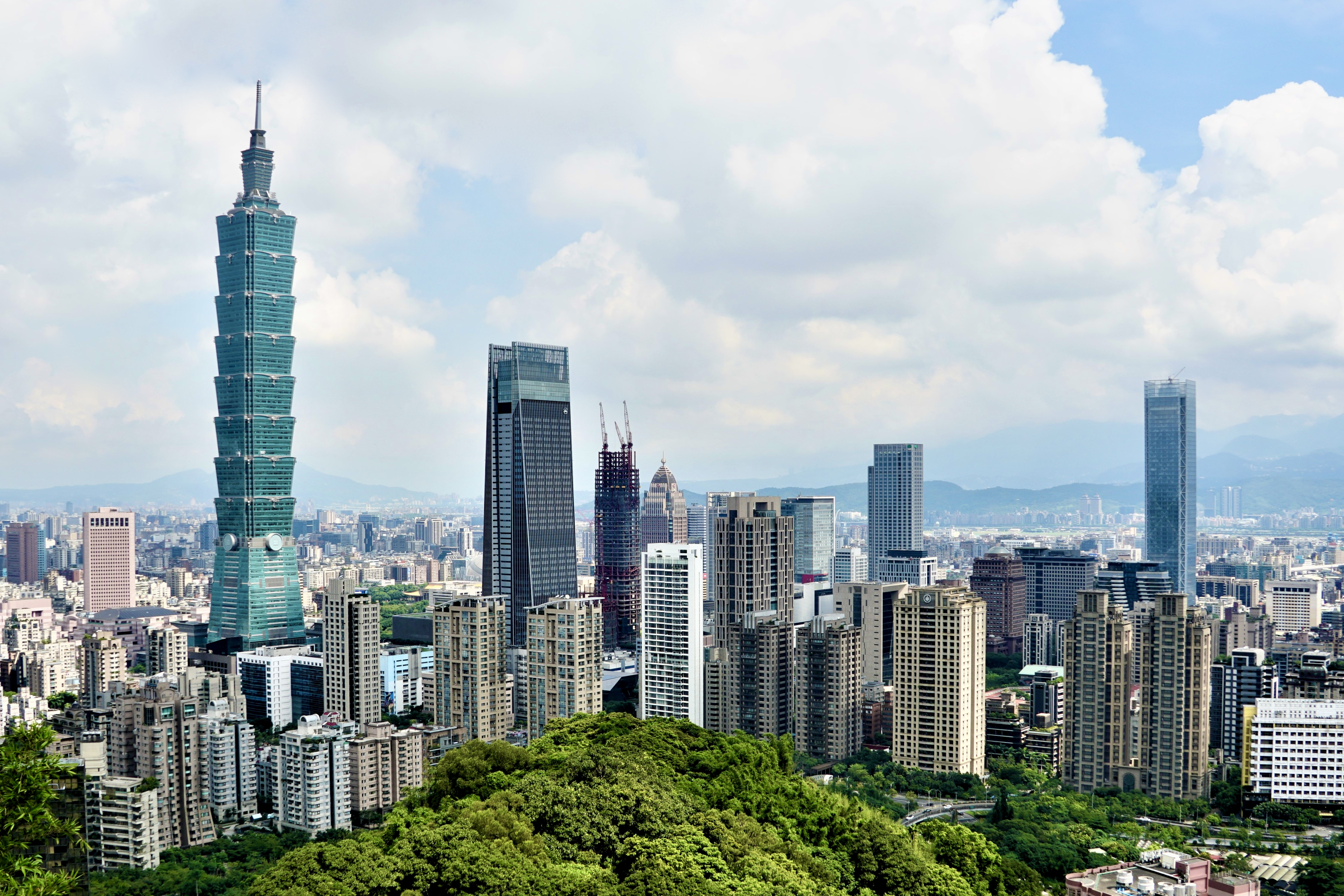
台北市為台灣的首都與金融中心。其中在2004—2010年間，台北101一直都是世界最高樓

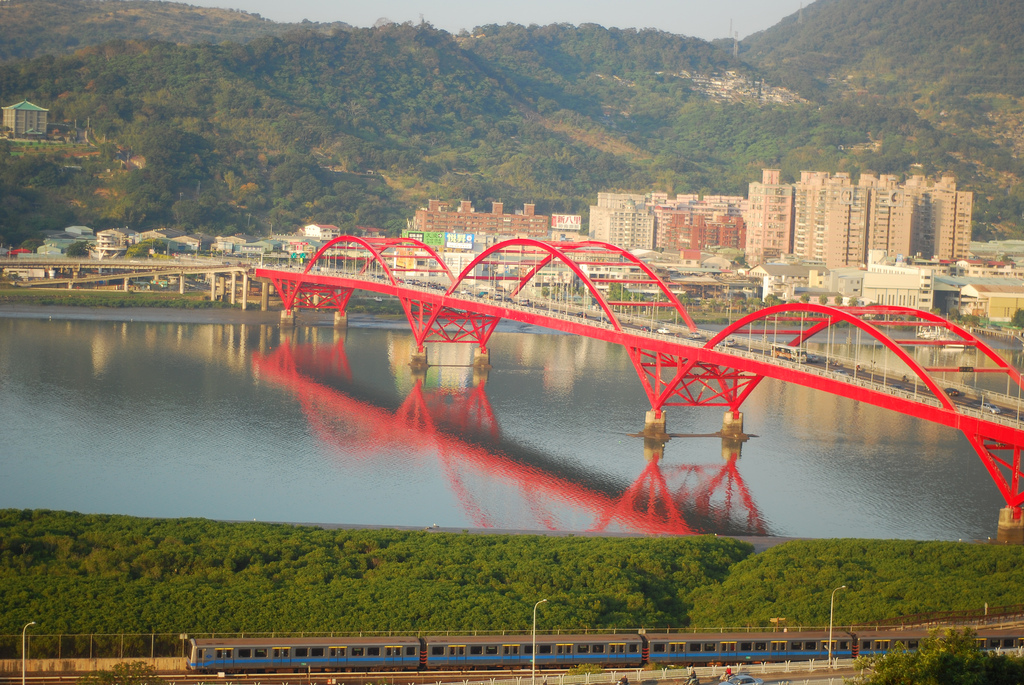
位於新北市的關渡大橋

- 各国名义国内生产总值列表：第22名
- 台灣農業
- 臺灣銀行
  - 中華民國中央銀行
- 台灣通訊業
  - 台灣網際網路現況
- 台灣公司列表
- 臺灣貨幣：新台幣
  - ISO 4217：TWD
- 台灣經濟史
- 台灣能源
  - 臺灣能源政策[[[Wikipedia:格式手册/链接#章節|錨點失效]]]
  - 臺灣核能
- 亞洲四小龍
- 全民健康保險
- 鐵飯碗
- 臺灣奇蹟
- 臺灣證券交易所
  - 加權股價指數
- 臺灣觀光
- 臺灣交通
  - 臺灣空中運輸
    - 臺灣機場
    - 中華航空
    - 長榮航空
    - 星宇航空

  - 臺灣鐵路運輸
    - 台灣高鐵
    - 臺灣鐵路管理局（即將公司化）
    - 台北捷運、新北捷運、臺中捷運、桃園捷運、高雄捷運

  - 臺灣公路

## 中華民國教育與科研
- 臺灣教育史
- 國立臺灣大學
- 臺灣戰後時期發明與發現列表
- 台灣大專院校列表
- 台美學生校際聯誼會（英语：Intercollegiate Taiwanese American Students Association）
- 臺灣學

### 研究機構
- 中央研究院
- 國家中山科學研究院
- 工業技術研究院
- 國家衛生研究院
- 國家太空中心

### 諾貝爾獲獎得主
- 李遠哲

## 外部連結
維基媒體的Taiwan地圖集 
- 维基导游上有關Taiwan的旅行指南
- 中央氣象局 （页面存档备份，存于） – 本地天氣與地震報告
- 维基地图上的台湾卫星图 （页面存档备份，存于）
- 台灣數據統計 （页面存档备份，存于）
- 總統辦公室
- 監察院 （页面存档备份，存于）
- 考試院 （页面存档备份，存于）
- 行政院 （页面存档备份，存于）
- 政府新聞辦公室
- 司法院 （页面存档备份，存于）
- 立法院 （页面存档备份，存于）
- 外交部 （页面存档备份，存于）
- 國民議會
- 驻美台北经济文化代表处
- 台灣電子政務